# Аустријска радио телевизија (ОРФ)
Аустријска радио телевизија — ОРФ је аустријски национални јавни радио и телевизијски сервис . ОРФ је финансиран из прихода од телевизијских накнада и ограниченог оглашавања у свом програму. ОРФ је доминантан сервис у аустријским електронским медијима. Аустрија је била последња земља у континенталној Европи после Албаније која је дозволила приватно телевизијско емитовање широм земље, упркост томе што су комерцијални ТВ канали из суседне Немачке већ били присутни у Аустрији као претплатничка телевизија, и упркос томе што су ТВ сигнали из суседних држава 1980-их увелико захватали и аустријску територију.

## Историја радио емитовања у Аустрији
Први нерегулисани тест пренос у Аустрији започео је 1. априла 1923. Радио Хекафон је водио радио пионир и ентузијаста Оскар Чаја (1887—1958). Чаја је 1921. поднео захтев за радио дозволу; прво у његовој фабрици телефона у бечком округу Бригитенау, касније у оближњем Техничком факултету. 2. септембра је изведено прво емитовање обраћања аустријског председника Михаела Хајниша (1858—1940). Годину дана касније, снажан предајник, који је дизајнирала немачка компанија Телефункен, постављен је на кров бивше зграде Министарства рата у Рингштрасе у центру Беча.

### РАВАГ
Заједничко предузеће Аустријске савезне владе, града Беча и неколико банкарских компанија, названа РАВАГ, добило је фебруара 1924. године концесију за почетак емитовања. Са Чајом као генералним директором, редовни преноси су почели 1. октобра 1924. из привремених студија у згради Министарства рата који су постали познати као Радио Беч, Таласи 530 (Radio Wien, Welle 530). До краја октобра 1924. радио је имао већ 30.000 слушалаца, а до јануара 1925. 100.000. Релејни предајници, успостављени широм земље до 1934. године, омогућили су да сви Аустријанци могу да слушају Radio Wien уз месечну накнаду од два шилинга.
Радио програми били су намењени образованој публици, са класичном музиком, књижевним темама и предавањима. Први преноси за иностранство емитовани су 1925. године. То су били преноси из Бечке државне опере и Салцбуршког фестивала. С друге стране, вести су играле мању улогу због поштовања политике неутралности Аустријске владе. 1928. године почеле су и редовне спортске емисије, а 1930. године свеобухватно су покривени аустријски парламентарни избори. У то време РАВАГ је регистровао око 500.000 слушалаца, поставши тако масовни медиј.
У току укидања Прве аустријске републике и имплементације аустрофашистичког режима од стране канцелара Енгелберта Долфуса 1934. године, РАВАГ студији су давали свој допринос током аустријског грађанског рата. Током нацистичког јулског пуча, неколико побуњеника је ушло у студио и објавило Долфусову оставку (Долфус је заправо убијен у својој канцеларији). Долфусов наследник Курт фон Шушниг (1897—1977) дао је да се срушени радиодифузни центар замени новим, под именом Кућа радио културе, која се данас зове Бечка радио кућа. Ова зграда се налази у близини академије Терезијанум у Видену у Бечу. Зграду је пројектовао Клеменс Холцмајстер (1886—1983). Зграда је подигнута од 1935. до 1939. године. Аустријска влада је нашироко користила РАВАГ преносе за пропагандне активности, пркосећи масовним прекограничним нацистичким пропагандним емисијама емитованим са немачких предајника из региона Минхена.

### Рајхзендер Беч уместо РАВАГ
Са аустријским Аншлусом и инвазијом трупа Вермахта 1938. године, РАВАГ је распуштен и замењен је са Рајхзендер Беч. Од 1939. Рајхзендер Беч био је подређен националној мрежи Радија велико-немачкојг рајха чије је седиште било у Берлину, и тамо су радио програми припремани. Један од последњих РАВАГ преноса било је Шушнигово опроштајно обраћање нацији 11. марта 1938. („Боже чувај Аустрију”). Само неколико сати касније, у директним преносима приказани су следбеници његовог наследника, нацисте Артура Зајс-Инкварта (1892—1946) и тријумфални улазак Адолфа Хитлера у Линц и Хитлеров говор на Хелденплацу у Бечу. Године 1939. све објекте и технику РАВАГ-а преузела је Пошта немачког рајха.
У Другом светском рату, слушање „непријатељске радио станице” било је кажњиво. Међутим, радио станице попут швајцарске Радио Беромунстер, као и програми на немачком језику Би-Би-Сија, Гласа Америке и Радио Ватикана, били су нашироко слушани извори информација. За становништво, Рајхзендер Беч је давао корисна упозорења о прелетима савезничких авиона и стратешком бомбардовању. Сам радио-дифузни центар је оштећен од савезничких бомби у јануару и фебруару 1945. године, након чега је уследила Бечка офанзива Црвене армије. Рајхзендер Беч је последњи пут емитовао свој програм 6. априла 1945., пре него што су трупе Шуцштафела у повлачењу разнеле предајник Бисамберг.

### Радио Беч
Након пораза Вермахта, независно аустријско радио емитовање РАВАГ-а је настављено. 24. априла 1945. У Аустрији коју су окупирали савезници, формирана је привремена Аустријска влада на челу са Карлом Ренером (1870—1950). Нови Радио Беч је емитовао свој програм из зграде Бечке радио куће преко привременог одашиљача на крову. Оскар Чаја је руководио програмом док није избачен под притиском совјетске војне администрације. Пошто се Функхаус налазио у совјетском окупационом сектору Беча, западни окупатори су основали сопствене радио станице, и то:
- Алпеланд мрежу на територији коју су окупирали Британци,
- Радио црвено-бело-црвено на територији коју су окупирале САД,[6]
- Зендегрупе Вест на територији коју су окупирали Французи,
- Плави Дунав, као мрежа америчких оружаних снага,
- Мрежа британских снага (БНД), којиа је постала популарна код млађих аустријских слушалаца.

Преноси РАВАГ/Радио Беча били су ограничени на совјетску окупациону зону источне Аустрије, а како је Хладни рат одмицао, све се више сматрало да представља комунистичку пропагандну кућу.
Бројне друге радио станице су почеле да емитују у различитим окупационим зонама и радио је постао популаран медиј међу Аустријанцима: 1952. године у аустријским кућама било је 1,5 милиона радио апарата. Западни окупатори су могли да управљају својим програмима широм Аустрије из Беча, и то са знатно већим рејтингом популарности од застарелих РАВАГ преноса. Године 1955. различите регионалне станице су спојене у Аустријски радиодифузни ентитет који је 1958. године постао „Аустријски радио”, претеча данашњег ОРФ-а и телевизије у Аустрији.

## Телевизија
Након пробних пилот програма из 1954. године, први телевизијски програм је званично емитован је 1. августа 1955. године. Међутим, савезничке окупаторске силе су спречиле редован рад телевизије забраном куповине камера и друге опреме. Прве три камере су импровизоване од различитих делова. Након покретања првог телевизијског канала, прво као ФС1 и ФС2, касније као ОРФ 1 и ОРФ 2, ОРФ почиње да емитује своје програме у боји користећи ПАЛ систем од 1969. године. Први програм емитован на овај начин био је Новогодишњи концерт Бечке филхармоније 1. јануара 1969. године.
Телевизија се до 1998. емитовала само терестријално и аналогно. ОРФ своје радио и телевизијске програме емитује терестријално са 1.792 предајника на 477 локација. 16:9 формат у оба телевизијска програма широм земље је такође аналогно емитован у ПАЛ+ технологији. Након што су станице за емитовање пребачене на дигитално, емитују само у ПАЛ-у. Међутим, програм се такође нуди у 16:9 анаморфном формату преко ДВБ-Т и ДВБ-С.
Од 22. јануара 1998. ОРФ емитује и дигитално преко сателита АСТРА 1Г, а од 31. августа 2000. преко АСТРА 1Х (ДВБ-С).
Преко сателита, програми ТВ канала ОРФ 1 и ОРФ2 су шифровани, дозвољавајући приступ само становницима Аустрије који плаћају аустријску телевизијску лиценцу. Програм ОРФ2 Европа је нешифрован и прима се преко сателита у Европи.
ОРФ подржава отворени европски стандард за хибридне сет-топ боксове за пријем ТВ емитовања и широкопојасних мултимедијалних апликација са једним корисничким интерфејсом. Од 6. марта 1995. ОРФ емитује телевизијски програм 24 сата дневно.
23. јануара 2008. први пут је одржан ОРФ ХДТВ пренос, и то је био пренос скијашких трка из Шладминга. У државним студијима ОРФ-а јавно је представљен ХДТВ пријем уз помоћ технолошког партнера Телекома Аустрије.

### Телевизијски канали
| Канал        | Лого | Година почетка |
| ------------ | ---- | -------------- |
| ОРФ 1        |      | 1955           |
| ОРФ 1 ХД     |      | 2008           |
| ОРФ 2        |      | 1961           |
| ОРФ 2 ХД     |      | 2009           |
| ОРФ 2 Европа |      | 2004           |
| ОРФ 3        |      | 2011           |
| ОРФ СПОРТ +  |      | 2006           |
| ОРФ Сат      |      | 1997 (до 2000) |

## Регионални студији
ОРФ има по један регионални студио у свакој аустријској савезној држави. Свака савезна држава производи свој радио и телевизијски програм, који се емитује преко ОРФ 2. Регионални студио у Тиролу такође производи регионалну телевизију и радио за немачко говорно становништво Јужног Тирола у Италији. Иако свака држава има свој студио, већина ОРФ продукција је у великој мери фокусирана на Беч, пошто се већина емисија снима у бечким студијима.

## ОРФ лого
Први корпоративни лого ОРФ-а, назван ОРФ око, дизајнирао је аустријски илустратор и карикатуриста Ерих Сокол 1968. године. Лого „ОРФ око” се често пореди са логотипом који користи амерички комерцијални ТВ сервис Си-Би-Ес. Године 1992. ОРФ је наручио од британског графичког дизајнера Невила Бродија да дизајнира корпоративни лого, који је убрзо добио надимак „ОРФ цигле”. Овај лого користи се данас.
- Лого „ОРФ око“ (1968—1992; спорадична употреба до 2011)
- Жиг на екрану (1968—2000)
- Лого „ОРФ цигле” (1992-данас)

## Генерални директори
- 1924—1938: Оскар Чаја.
- 1954—1957: Алфонс Ебелер и Вилхелм Фухсл.
- 1958—1960: Карл Чејка.
- 1960—1967: Јозеф Шајдл.
- 1967—1974: Герд Бахер.
- 1974—1978: Ото Оберхамер.
- 1978—1986: Герд Бахер
- 1986—1990: Тадеуш Подгорски.
- 1990—1994: Герд Бахер
- 1994—1998: Герхард Цајлер.
- 1998—2001: Герхард Вајс.
- 2002—2006: Моника Линднер.
- 2007—2021: Александер Врабец.
- 2022 — активан: Роланд Вајсман.[11]

#### О радију
- Theodor Venus: Die Entstehung des Rundfunks in Österreich. Herkunft und Gründung eines Massenmediums. Dissertation, Universität Wien, Wien 1982.
- Vom Funk zum Rundfunk — Ein Kulturfaktor entsteht. Rundfunkpolitische Weichenstellungen von den Anfängen des Funks bis zur Gründung der RAVAG. In: Isabella Ackerl (Hrsg.): Geistiges Leben im Österreich der Ersten Republik. Verlag für Geschichte und Politik, Wien (1986)  3-486-53731-8, S. 379—415.
- Anne-Gret Koboltschnig: Radio zwischen den Zeiten. Das Wort-Programm der Ravag von 1924 bis 1933. Dissertation. Universität Wien, Wien 1993.
- Theodor Venus: Von der RAVAG zum Reichssender Wien. In: Emmerich Tálos (Hrsg.): NS-Herrschaft in Österreich. öbv & hpt, Wien (2000)  3-209-03179-7, S. 597—626.
- Karin Moser: Propaganda und Gegenpropaganda. Das „kalte” Wechselspiel während der Alliierten Besatzung in Österreich. In: Medien & Zeit. Heft 1/2002, ISSN 0259-7446. Arbeitskreis für historische Kommunikationsforschung, Wien 2002, S. 27—42.
- Haimo Godler (Hrsg.): Vom Dampfradio zur Klangtapete. Beiträge zu 80 Jahren Hörfunk in Österreich. Böhlau, Wien u. a. (2004)  3-205-77239-3.
- Reinhard Schlögl: Oskar Czeija. Radio- und Fernsehpionier, Unternehmer, Abenteurer. Böhlau, Wien u. a. (2005)  3-205-77235-0.

#### О телевизији
- ORF3: Film. Fernsehen. Österreich in: Filmarchiv 27 Oktober-November 2005 (Zeitschrift des Filmarchivs Austria)
- Seismographen der Gegenwart? Die Transformation des ORF-Fernsehspiels in den siebziger Jahren. in: Filmarchiv 27 Oktober-November 2005 (Zeitschrift des Filmarchivs Austria)
- Monika Bernold, Sylvia Szely: tele visionen. Historiographien des Fernsehens. in: Österreichische Zeitschrift für Geschichtswissenschaften, Heft 4, Jg. 12, 2001.
- Viktor Ergert, Hellmut Andics, Robert Kriechbaumer: Die Geschichte des Österreichischen Rundfunks. 4 Bde., Hg: ORF
- Viktor Erget: 50 Jahre Rundfunk in Österreich. 3 Bde., Salzburg 1974.
- Franz-Ferdinand Wolf: 25 Jahre ORF 1975—2000. Salzburg 2001.
- Kurt Tozzer, Martin Majnaric: Achtung Sendung. Wien, 2005.
- Hellmut Andics: Die Insel der Seligen. München 1980. Ausführungen zu den politischen Verzahnungen der elektronischen Medien in der Zweiten Republik.
- Werner Reichl: Die roten Meinungsmacher. SPÖ-Rundfunkpolitik von 1945 bis heute Deutscher Wissenschafts-Verlag (DWV), 2012
- Sylvia Szely (Hrsg.): Spiele und Wirklichkeiten. Rund um 50 Jahre Fernsehspiel und Fernsehfilm in Österreich. Verlag Filmarchiv Austria (2005)  3-901932-87-9.
- Florian Wagner/Georg Vogt/Wolfgang Liemberger/Christine Ehardt (Hg.): Serielle Zustände. Annäherungen an die österreichische Fernsehlandschaft. Sonderzahl Verlag, Wien (2022)  978-3-85449-576-5.
- Renée Winter: Geschichtspolitiken und Fernsehen. Repräsentationen des Nationalsozialismus im frühen österreichischen TV (1955—1970), transcript Verlag 2014
- Andreas Novak, Oliver Rathkolb (Hrsg.): Die Macht der Bilder. Kral-Verlag, Wien 2017.